# Rupert Raj
 (février 2024).
Le contenu est difficilement compréhensible vu les erreurs de traduction, qui sont peut-être dues à l'utilisation d'un logiciel de traduction automatique.
Rupert Raj (né en 1952) est un Canadien eurasiatique, militant trans et homme trans. Son travail, commencé depuis qu'il a effectué sa propre transition en 1971, a été récompensé par plusieurs prix, ainsi que son inclusion au National Portrait Collection de la Canadian Lesbian and Gay Archives.

## Vie personnelle
Raj est né à Ottawa, Ontario en 1952 ; son père Amal Chandra Ghosh, originaire de la région Est de l'Inde, et sa mère, de nationalité polonaise, s'étaient rencontrés à Stockholm, où Amal travaillait comme physicien nucléaire. Après la naissance de leur premier enfant, la famille déménage à Ottawa, au Canada, où Amal prend un poste de professeur de physique à l'Université Carleton. Les deux parents sont décédés dans un accident de voiture en août 1968, quand Raj avait seize ans, et les cinq enfants (trois frères et une sœur) ont emménagé dans quatre maisons différentes, jusqu'à ce qu'ils atteignent respectivement 18 ou 21 ans.
En 1971, à l'âge de 19 ans, Raj prévoit un rendez-vous avec un endocrinologue de la Harry Benjamin Foundation, le Dr Charles Ihlenfeld. Comme Raj n'avait pas encore atteint 21 ans, l'âge de la majorité à New York, son frère aîné donne son consentement. Le Dr Ihlenfeld a examiné Raj et lui a administré son premier dosage de testostérone.
Raj a obtenu un Bachelor of Arts en psychologie de l'université Carleton en 1975, et a déménagé à Vancouver, suivant deux amies, deux femmes trans militantes qui étaient impliquées dans l'Association of Canadian Transsexuals (A.C.T.) de Toronto. Raj a poursuivi son militantisme en lançant une pétition pour obtenir qu'Ontario couvre la chirurgie de réattribution sexuelle par le régime d'assurance-maladie de l'OHIP ; effort ayant échoué à l'époque.
En mai 1977, Raj a déménagé avec son partenaire trans et ses deux enfants à Calgary, Alberta, parce qu'ils avaient appris que les chirurgiens du Foothills Hospital, en collaboration avec l'université de Calgar réalisaient des phalloplasties pour les female-to-male (FTM). Alors qu'ils ont tous les deux été approuvés pour recevoir la phalloplastie, aucun d'entre eux n'en a bénéficié ; avec seulement 100 Livres Sterling, les chirurgiens ont conclu que Raj n'avait pas assez de tissus pour pouvoir correctement travailler[Quoi ?], mais il a toutefois pu subir la panhystérectomie à ce moment. 
Après avoir attendu pendant 34 ans, Raj a finalement pu subir la « chirurgie du bas » (pas la phalloplastie, mais la métaidoïoplastie à Montréal, en 2012) à 60 ans.

## Foundation for the Advancement of Canadian Transsexuals etGender Review
En janvier 1978, Raj crée une association pour les personnes trans (incluant les hommes trans et les femmes trans, ainsi que les personnes transvesties), la Foundation for the Advancement of Canadian Transsexuals (FACT) ; la newsletter de l'association s'appelait Gender Review: A FACTual Journal. La FACT a poursuivi certains travaux antérieurs de l'ACT. Le premier numéro du Gender Review a été publié en juin 1978 et comprenait une histoire d'« oppression transsexuelle » de Montrealer Inge Stephens, de l'information sur les ressources trans, une liste des publications du Dr Harry Benjamin et du Dr Charles L. Ihlenfeld ; une bibliographie de livres et d'articles sur les personnes trans, des nouvelles de Mario Martino, l'apparence de la femme trans Canary Conn dans le spectacle de Phil Donahue, et d'autres annonces. Raj a déménagé à Ottawa, puis à Toronto dans les années qui suivirent, mais il a continué à éditer la revue jusqu'en février 1982,.
En décembre 1981, Raj a décidé de se concentrer sur les besoins spécifiques et uniques des hommes trans. À l'époque, il y avait très peu de groupes de défense des droits des hommes trans. Le travail de Raj, basé à Toronto, a rejoint celui de Mario et du Labyrinth Foundation's Counseling Services de Becky Martino’s (Yonkers), de Johnny A's F2M (Tenafly), du groupe de Jude Patton’s Renaissance à Santa Ana, et du groupe de Jeff S de Californie du Sud. Raj a démissionné de ses postes au FACT et au Gender Review, et les deux ont été pris en charge par Susan Huxford, une femme trans de Hamilton avec laquelle Raj avait commencé à travailler à la fin de l'année 1979.

## Metamorphosis Medical Research Foundation etMetamorphosis Magazine
Raj avait envisagé de collaborer avec Mario Martino (alias Angelo Tornabene) à Yonkers, NY pour la recherche, le développement et la commercialisation d'un dispositif prothétique de pénis en tant qu'alternative à la phalloplastie. C'est pour cette raison que Raj a été nommé à la nouvelle association Metamorphosis Medical Research Foundation (MMRF). Dans le même temps, cependant, Raj voulait apporter un soutien aux autres hommes trans, en tant que courtier d'information entre la communauté médicale/psychologique et les hommes trans et leurs proches. À partir de 1979 et pendant les années MMRF, Raj a également activement correspondu avec Lou Sullivan ; l'amitié et le militantisme de Raj a joué un rôle important dans le travail ultérieur de Sullivan concernant la fondation de groupes de soutien "FTM" à San Francisco en 1986.
Par conséquent, Raj a fondé le magazine bimensuel Metamorphosis (février 1982 – février 1988).[note 1] Le magazine comprenait des informations sur divers thèmes comme la recherche clinique, les hormones, la chirurgie, des conseils pour un passing efficace en public, et la réforme juridique pour les personnes trans ;  il était écrit par Raj et d'autres. Metamorphosis 
est devenu le magazine international le plus important pour la communauté FTM dans les années 1980. La plupart de ses abonnés étaient américains, mais il y avait aussi des hommes trans du Canada, de la Grande-Bretagne, d'Europe, d'Australie et de Nouvelle-Zélande qui l'achetaient pour obtenir des informations, des ressources, et se tenir au courant de l'actualité de ce milieu.
En 1988, Raj a décidé d'arrêter le MMRF et de cesser la publication de Metamorphosisdue.

## Gender Worker etGender NetWorker
Raj a formé une nouvelle association en juin 1988, Gender Worker (nommée plus tard « Gender Consultants » quand son épouse de l'époque a rejoint son entreprise en tant que co-consultante), et a publié une nouvelle newsletter du Gender NetWorker spécialement conçue pour "aider les professionnels et fournir des ressources" qui travaillent avec des personnes transsexuelles et tranvesties.
Entre 1990 et 1999, Raj n'a pas été publiquement actif en tant que militant trans. Raj est réapparu en 1999 pour créer un groupe de soutien à Toronto appelé Trans-Men/FTM Peer-Support Group 
Depuis, Raj a été actif à Toronto en tant que psychothérapeute, spécialiste du genre, et formateur professionnel trans-positif.

## RR Consulting et au-delà
En avril 2002, Raj a fondé « RR Consulting », organisme privé psycho-thérapeutique et services de conseils pour les personnes trans, genderqueer, intersexes et bi-spirituels et leurs proches, ainsi que pour les enfants de genre non conforme et leurs parents. Il évaluait également les personnes trans pour la préparation au traitement hormonal ou à la chirurgie de réattribution sexuelle. En outre, il a créé des ateliers axés sur l'aspect médical, psychologique, social, professionnel, juridique et spirituel de l'identité de genre et de la transition à destination des hôpitaux, centres de santé, universités, collèges et lieux professionnel des entreprises. En novembre 2002, Raj a commencé à travailler en tant que conseiller en santé mentale au Sherbourne Health Centre (SHC) à Toronto, fournissant des thérapies individuelle, de couple ou familiale pour les personnes lesbiennes, gays, bisexuelles, transsexuelles, transgenres, en questionnement de genre ou de sexualité ainsi que leurs proches. Il était aussi coanimé par le « Gender Journeys » du SHC (groupe psychoéducatif pour les personnes envisageant la transition) de 2006 à 2013. Il s'est retiré de Sherbourne en 2015.
Au-delà de son travail clinique, Raj est toujours actif dans les communautés trans, genderqueer, intersexes et bispirituelles de Toronto, en participant à de nombreux comités consultatifs communautaires pour les organismes communautaires locaux, il a impulsé, avec d'autres, la première Trans Pride Day au SHC en 2004 (qui a ensuite été renommée de façon à inclure les personnes intersexes et bispirituelles), des discours publics lors de l'événement de 2011 « Honoured Dyke Group » de la Pride Toronto (honorant le  Trans Lobby Group, dans lequel Raj était le seul membre homme trans), la 2012 Toronto Trans March, et la Transgender Day of Remembrance (TDoR) de 2014 qui s'est tenue à Toronto City Hall.

## Éducation et affiliations professionnelles
En 2001, Raj a obtenu son diplôme de The Adler School of Professional Psychology (principal campus de Chicago) de Master of Arts in Counseling Psychology. Raj est membre du Canadian Professional Association for Transgender Health (CPATH) (2007 – maintenant), et en 2015, il est devenu Canadian Certified Counsellor (CCC) et a rejoint le College of Registered Psychotherapists of Ontario (CRPO).

## Publications et présentations
À ce jour, Raj a publié quatre articles sur la problématique trans axés sur la recherche clinique. 
Il a écrit un chapitre de livre édité en 1997 dans la collection Gender Blending. Raj est aussi co-rédacteur (avec le Prof. Dan Irving de l'université de Carleton) de Trans Activism in Canada: A Reader (Canadian Scholars’ Press, 2014). Ce volume révolutionnaire comprend des chapitres dont 43 personnes transgenres et cisgenres de Colombie-Britannique, en Ontario et au Québec ont contribué, et un avant-propos écrit par le Professeur Aaron Devor de l'Université de Victoria, ainsi qu'une postface du Professeur Viviane Namaste de l'Université Concordia à Montréal, Québec .
Depuis 1999, Raj a conçu et livré plus de 20 ateliers de formation trans ainsi que des présentations au Canada, aux États-Unis et au Royaume-Uni. En avril 2006, il a enseigné un cours facultatif accrédité par la The Adler School of Professional Psychology (Ontario campus) à Toronto, employant son modèle de marque : « Towards A TransPositive Therapeutic Model: Developing Clinical Sensitivity and Cultural Competence in the Effective Support of Transsexual/Transgender Adults and Gender Non-Conforming Youth. »
En 2015, Raj a collaboré avec le  Prof. Trish Salah de l'université de Queen (Canada) pour  publier une anthologie de poésie internationale trans « Of Souls & Roles, Of Sex & Gender: A Treasury of  Transsexual, Transgenderist & Transvestic Verse (1967 – 1991). »
Le volume comprend près de 400 poèmes écrits par quelque 169 personnes trans à travers le Canada, les États-Unis, la Grande-Bretagne, l'Australie et la Nouvelle-Zélande. Il est également en train d'écrire ses mémoires, qui seront publiés par Transgress Press en 2017, et qui comprendra un Avant-propos du Prof. Susan Stryker de l'université d'Arizona.

## Reconnaissance
Raj a reçu un bon nombre de prix, notamment son apparition dans la liste de l'International Who’s Who In Sexology (First Edition, The Institute for Advanced  Studies in Human Sexuality in San Francisco, 1986) et deux Lifetime Achievement Awards : the City of Toronto's Access, Equity, et le Human Rights Pride Award (2001) et la Community One Foundation's Steinert and Ferreiro Award, une reconnaissance décernée aux personnalités influentes de la communauté LGBTTIQQ2S au Canada (2010).
En 2013, Raj a été honoré par le Canadian Lesbian and Gay Archives (CLGA) de Toronto, la plus grande base d'archives de la communauté LGBTQ du monde, par son intronisation au CLGA's National Portrait Collection.Original Plumbing, un journal trimestriel de Brooklyn pour hommes trans*, a inclus Raj dans son numéro 2013 Heroes, ainsi que d'autres figures trans* historiques et militants. Raj a été mis en vedette dans une vidéo de 1999 « Rupert Remembers », dans une série TV documentaire canadienne de 2000/2001 « Skin Deep » , et dans une vidéo de 2001 « Rewriting the Script: A Love Letter to Our Families », reflétant l'expérience queer de personnes d'Asie de Sud et de leur famille.